# Alžběta Hlásková
Alžběta Skleničková (Hlásková) (* 9. září 1968 Praha) se věnuje individuální práci s klienty, při které využívá metodu Osobního, partnerského a rodinného redesignu založené na technikách koučovacích rozhovorů, mentoringu a práce s tělem. Je lektorkou pro témata osobního rozvoje, partnerství a výchovy dětí.
Spolu se svým mužem Vratislavem Hláskem se stali průkopníky pěstounské péče na přechodnou dobu v Česku, v letech 2009–2018 postupně poskytli tuto péči 18 novorozencům. Následně se Alžběta Hlásková stala metodičkou pro oblast pěstounské péče na přechodnou dobu.

## Profesní cesta
Více než 30 let pracovala s dětmi a mladými lidmi bez funkčního rodinného zázemí. Původním povoláním je rehabilitační pracovnice, v roce 2014 si doplnila vzdělání pro sociálně-právní ochranu dětí. V roce 2018 získala certifikáty Harvardovy university on-line kurzů Early Childhood Development (Raný vývoj dítěte) a Fundamentals of Neurobiology (Základy neurobiologie).
Jejím cílem je pomoci svým klientům objevit různá omezení v jejich způsobu přemýšlení o sobě, partnerství i rodičovství, aby si znovu nadesignovali svůj život a žili ho svobodně a podle svých představ.

### Pěstounství
Již od 90. let poskytovala Alžběta Hlásková se svým manželem Vratislavem Hláskem domov dospívajícím dětem, které potřebovaly podporu při startu do samostatného života po odchodu z dětského domova. V roce 2009 se stali prvními pěstouny na přechodnou dobu v Česku. Jako první v Česku vzali do pěstounské péče na přechodnou dobu čerstvě narozené miminko, které bylo svými rodiči opuštěno v porodnici, čímž zabránili jeho umístění do kojeneckého ústavu a postupně poskytli dočasný domov osmnácti novorozencům. Stali se tak průkopníky trendu, který brzy zakotvil i v legislativě. V roce 2018 svou pěstounskou misi ukončili.

### Lektorská činnost
Od roku 2012 se Alžběta Hlásková věnuje lektorské činnosti v oblasti pěstounské péče na přechodnou dobu. Jako lektorka připravila řadu seminářů, které získaly akreditaci MPSV. Přednáší pro rodiče, náhradní rodiče, sociální pracovníky, lékaře, pedagogy a další odborníky, kteří se zabývají otázkami náhradní rodinné péče, ale obecně i otázkami výchovy.

### Publikační činnost
Spolu se svým mužem Vratislavem Hláskem napsala knihu (Re)design rodiny pro 21. století.